# Antti Niemi (lední hokejista)
Antti Niemi (* 29. srpna 1983, Vantaa, Finsko) je bývalý finský hokejový brankář.

## Kariéra
Niemi hrál od roku 1998 v juniorském věku za tým Keikko-Vantaa, ve kterém nastupoval i v druhé finské nejvyšší lize a pracoval tam na částečný úvazek jako řidič rolby. V roce 2005 přestoupil do týmu Pelicans, ve kterém nastupoval ve finské nejvyšší SM-liize. Niemi hrál za Pelicans tři sezóny dokud v roce 2008 nepodepsal smlouvu jako volný hráč s Chicagem Blackhawks. Do NHL nebyl nikdy draftován. Svojí zámořskou kariéru začínal na farmě Chicaga v nižší severoamerické lize AHL – v týmu Rockford IceHogs, kde strávil většinu sezóny 2008–09. V únoru 2009 byl povolán k týmu Blackhawks, aby nahradil zraněného kolegu a v NHL debutoval 27. února 2009, když hrál v jedné třetině při porážce 4:5 v prodloužení s Pittsburghem Penguins. Celý zápas odehrál poprvé o pár dní později 1. března 2009 a vychytal v něm vítězství 4:2 proti Los Angeles Kings.
V následující sezóně 2009–10 byl po tréninkovém kempu zařazen na soupisku Blackhawks a chytal ve druhém zápase sezóny, který byl hrán 3. října 2009 v Niemiho rodném Finsku proti Floridě Panthers a vychytal v něm své první čisté konto v NHL, když pochytal všech 23 střel soupeře. V základní části vychytal 26 vítězství ve 37 zápasech a postupně se prosadil do role prvního brankáře, ve které nahradil Cristobala Hueta a byl tak nasazen jako startující brankář pro playoff. Během druhého zápasu playoff vychytal čisté konto proti Nashvillu Predators a v playoff byl v dresu Blackhawks první od roku 1996, kdy se to povedlo Edu Belfourovi. 22. dubna 2010 vychytal své druhé čisté konto playoff, když zastavil všech 33 střel. Před ním naposledy vychytal za Blackhawks 2 čistá konta v jedné sérii Tony Esposito v roce 1974. 16. května 2010 pomohl Niemi 44 zákroky k vítězství 2:1 nad San José Sharks v prvním zápase ve finále západní konference. San José nakonec vyřadili ve čtyřech zápasech. Cenu pro nejlepšího hráče zápasu obdržel pouze za druhý zápas ve finále Stanley Cupu, když pochytal 32 střel. 9. června 2010 dovedl Niemi tým Blackhawks k vítězství Stanley Cupu, poté co porazili v posledním zápase Philadelphii Flyers 4:3 v prodloužení. Niemi byl třetím finským brankářem, který kdy hrál ve finále playoff NHL a prvním finským brankářem, který kdy vyhrál Stanley Cup.
Spor o smlouvu a plat vedl Niemi s Chicagem před arbitráží a byl mu přiznán plat 2,75 miliónů USD na sezónu (asi 55 miliónů kč). Protože Chicago dosáhlo maximálního povoleného platového stropu, tak nebylo schopno podepsat s Niemim smlouvu na částku, kterou měl přiznanou z arbitráže a nakonec podepsali smlouvu s veteránem Martym Turcem z Dallasu Stars na 1,3 milionu USD (asi 26 miliónů korun). 2. září 2010 podepsal Niemi jednoletý kontrakt se San José Sharks na 2 miliony USD (asi 40 miliónů Kč). Ve svém prvním zápase sezóny 2010–11 chytil 30 střel a pomohl Sharks k vítězství 3:2 nad Columbusem Blue Jackets. Nejprve se v San José pravidelně střídal se svým finským kolegou Antero Niittymäkim, ale v únoru 2010 byl Niemi natolik úspěšný, že se ustálil na pozici prvního brankáře týmu. 1. března 2011 prodloužil se Sharks smlouvu o 4 roky na celkově 15,2 miliónů USD (304 miliónů Kč).

## Ocenění a úspěchy
- 2013 NHL – Nejvíce vítězných zápasů

## Prvenství

### NHL
- Debut – 27. února 2009 (Chicago Blackhawks proti Pittsburgh Penguins)
- První inkasovaný gól – 27. února 2009 (Chicago Blackhawks proti Pittsburgh Penguins, ruským útočníkem Jevgenij Malkin)
- První vychytaná nula – 3. října 2009 (Florida Panthers proti Chicago Blackhawks)

### KHL
- Debut – 3. září 2019 (Jokerit proti Avangard Omsk)
- První inkasovaný gól – 3. září 2019 (Jokerit proti Avangard Omsk, ruským útočníkem Alexej Potapov)
- První vychytaná nula – 17. února 2020 (Jokerit proti HK Dinamo Minsk)

## Statistiky

### Základní části
| Sezona        | Tým                 | Liga          | Z   | V   | P   | R/Pvp | MIN    | OG    | ČK | POG  | %ChS |
| ------------- | ------------------- | ------------- | --- | --- | --- | ----- | ------ | ----- | -- | ---- | ---- |
| 2002–03       | Kiekko-Vantaa       | Mestis        | 6   | —   | —   | —     | —      | —     | —  | 2.63 | .899 |
| 2003–04       | Kiekko-Vantaa       | Mestis        | 19  | —   | —   | —     | —      | —     | —  | 2.69 | .910 |
| 2004–05       | Kiekko-Vantaa       | Mestis        | 38  | —   | —   | —     | 2,262  | 95    | —  | 2.52 | .919 |
| 2005–06       | Pelicans            | SM-l          | 40  | 12  | 17  | 8     | 2,263  | 103   | 3  | 2.73 | .916 |
| 2006–07       | Pelicans            | SM-l          | 48  | 18  | 21  | 7     | 2,780  | 119   | 3  | 2.57 | .918 |
| 2007–08       | Pelicans            | SM-l          | 49  | 26  | 14  | 6     | 2,791  | 109   | 4  | 2.35 | .926 |
| 2008–09       | Rockford IceHogs    | AHL           | 38  | 18  | 14  | 3     | 2,095  | 85    | 2  | 2.43 | .910 |
| 2008–09       | Chicago Blackhawks  | NHL           | 3   | 1   | 1   | 1     | 141    | 8     | 0  | 3.40 | .864 |
| 2009–10       | Chicago Blackhawks  | NHL           | 39  | 26  | 7   | 4     | 2,190  | 82    | 7  | 2.25 | .912 |
| 2010–11       | San Jose Sharks     | NHL           | 60  | 35  | 18  | 6     | 3,524  | 140   | 6  | 2.38 | .920 |
| 2011–12       | San Jose Sharks     | NHL           | 68  | 34  | 22  | 9     | 3,936  | 159   | 6  | 2.42 | .915 |
| 2012–13       | San Jose Sharks     | NHL           | 43  | 24  | 12  | 6     | 2,581  | 93    | 4  | 2.16 | .924 |
| 2013–14       | San Jose Sharks     | NHL           | 64  | 39  | 17  | 7     | 3,740  | 149   | 4  | 2.39 | .913 |
| 2014–15       | San Jose Sharks     | NHL           | 61  | 31  | 23  | 7     | 3,587  | 155   | 5  | 2.59 | .914 |
| 2015–16       | Dallas Stars        | NHL           | 48  | 25  | 13  | 7     | 2,655  | 118   | 3  | 2.67 | .905 |
| 2016–17       | Dallas Stars        | NHL           | 37  | 12  | 12  | 4     | 1,729  | 95    | 0  | 3.30 | .892 |
| 2017–18       | Pittsburgh Penguins | NHL           | 3   | 0   | 3   | 0     | 129    | 16    | 0  | 7.50 | .797 |
| 2017–18       | Florida Panthers    | NHL           | 2   | 0   | 1   | 0     | 59     | 5     | 0  | 5.08 | .853 |
| 2017–18       | Montreal Canadiens  | NHL           | 19  | 7   | 9   | 4     | 1,214  | 42    | 1  | 2.46 | .929 |
| 2018–19       | Montreal Canadiens  | NHL           | 17  | 8   | 6   | 2     | 969    | 61    | 0  | 3.78 | .887 |
| 2019–20       | Jokerit             | KHL           | 19  | 3   | 12  | 4     | 1084   | 58    | 1  | 3.21 | .883 |
| Celkem v SM-l | Celkem v SM-l       | Celkem v SM-l | 137 | 56  | 52  | 21    | 7,834  | 331   | 10 | 2.55 | .899 |
| Celkem v NHL  | Celkem v NHL        | Celkem v NHL  | 464 | 242 | 140 | 57    | 26,266 | 1,123 | 36 | 2.57 | .912 |

### Play-off
| Sezona        | Tým                | Liga          | Z  | V  | P  | MIN   | OG  | ČK | POG  | %ChS  |
| ------------- | ------------------ | ------------- | -- | -- | -- | ----- | --- | -- | ---- | ----- |
| 2003–04       | Kiekko-Vantaa      | Mestis        | 5  | —  | —  | —     | —   | —  | 2.98 | .908  |
| 2004–05       | Kiekko-Vantaa      | Mestis        | 3  | —  | —  | 187   | 13  | —  | 4.17 | .907  |
| 2006–07       | Pelicans           | SM-l          | 6  | 2  | 4  | 370   | 9   | 1  | 1.46 | .951  |
| 2007–08       | Pelicans           | SM-l          | 6  | 2  | 4  | 328   | 21  | 0  | 3.83 | .883  |
| 2008–09       | Rockford IceHogs   | AHL           | 2  | 0  | 2  | 115   | 7   | 0  | 3.65 | .897  |
| 2009–10       | Chicago Blackhawks | NHL           | 22 | 16 | 6  | 1,322 | 58  | 2  | 2.63 | .910  |
| 2010–11       | San Jose Sharks    | NHL           | 18 | 8  | 9  | 1,044 | 56  | 0  | 3.22 | .896  |
| 2011–12       | San Jose Sharks    | NHL           | 5  | 1  | 4  | 318   | 13  | 0  | 2.45 | .914  |
| 2012–13       | San Jose Sharks    | NHL           | 11 | 7  | 4  | 673   | 21  | 0  | 1.87 | .930  |
| 2013–14       | San Jose Sharks    | NHL           | 6  | 3  | 3  | 305   | 19  | 0  | 3.74 | .884  |
| 2015–16       | Dallas Stars       | NHL           | 5  | 1  | 3  | 238   | 13  | 0  | 3.29 | .865  |
| 2019–20       | Jokerit            | KHL           | 1  | 1  | 0  | 60    | 0   | 1  | 0.00 | 1.000 |
| Celkem v SM-l | Celkem v SM-l      | Celkem v SM-l | 12 | 4  | 8  | 698   | 30  | 1  | 2.50 | .917  |
| Celkem v NHL  | Celkem v NHL       | Celkem v NHL  | 67 | 36 | 29 | 3,899 | 180 | 2  | 2.77 | .905  |